# Whistler Challenger 1990
Il Whistler Challenger 1990 è stato un torneo di tennis facente parte della categoria ATP Challenger Series nell'ambito dell'ATP Challenger Series 1990. Il torneo si è giocato a Whistler in Canada dal 17 al 23 settembre 1990 su campi in cemento.

## Vincitori

### Singolare
Steve DeVries ha battuto in finale  Chuck Adams con il punteggio di 3–6, 7–5, 7–5

### Doppio
Steve DeVries /  Patrick Galbraith hanno battuto in finale  Otis Smith /  Roger Smith con il punteggio di 7–5, 7–5